# 离子方程式
離子方程式（英語：Ionic equation）即是用實際參加化学反应的離子符號來表示的式子，只写出参加反应离子的方程式称作净离子方程式；写出生成物，反应物全部离子的称作总离子方程式。一般离子方程式的系数为最简整数，写净离子方程式。

## 规则
書寫離子方程式的時候，需要注意下列幾項：
- 方程式所写出的化學反應，必須根據化学反应事實。如{\displaystyle {\ce {Cu}}}与{\displaystyle {\ce {FeCl2}}}溶液，实际不能发生该反应：{\displaystyle {\ce {Cu + Fe^2+ = Fe + Cu^2+}}}.
- 必須遵守質量守恆定律，即是方程式兩邊的原子數目必須相等。离子反应的系数不都可以化简至最简整数。依照实际反应，反应物可能要保留系数。例如{\displaystyle {\ce {NaHSO4}}}与{\displaystyle {\ce {Ba(OH)2}}}溶液反应至溶液呈中性：{\displaystyle {\ce {SO4^2- + 2H+ + 2OH- + Ba^2+ = BaSO4v + 2H2O}}}，该式氢离子，氢氧根离子和水都不能把系数化成1，因为{\displaystyle {\ce {Ba(OH)2}}}有两个氢氧根，而{\displaystyle {\ce {NaHSO4}}}只有1个氢离子，所以要用2个{\displaystyle {\ce {NaHSO4}}}中和。否则该方程式就不是表达按这个条件反应。然而，对于{\displaystyle {\ce {H2SO4 + 2NaOH = 2H2O + Na2SO4}}}，由于反应物的酸和生成物的盐完全电离，故离子方程式应化至最简，写成{\displaystyle {\ce {H+ + OH- = H2O}}}
- 在书写电极反应方程式时，有时为了使电极方程式得失电子数相等，系数可以不化至最简。
- 必須遵守電荷守恆定律，即是方程式兩邊電荷要平衡
- 沉淀，难溶物，弱酸和弱碱不能拆成离子。错例：氢氟酸与二氧化硅反应：                4H⁺＋4F⁻＋SiO₂→SiF₄↑＋2H₂O
- 该反应中氢氟酸是弱酸，不能拆。但是氢卤酸HX(X是卤素）要拆。生成物要注明气体，沉淀，胶体，微溶物，...

## 用法
它主要用于描述酸、碱、盐在水溶液中的反应特点和规律。离子方程式与一般的化学方程式不同，它不仅可以表示某一个具体的化学反应，而且还可以表示同一类型的离子反应。不用寫出旁觀離子(即未参加反应的离子)。
例如下面的化学反应：
{\displaystyle {\ce {CaCl_2}}}{\displaystyle {\ce {(aq)}}} {\displaystyle {\ce {+}}} {\displaystyle {\ce {2}}} {\displaystyle {\ce {AgNO_3}}}{\displaystyle {\ce {(aq)}}} {\displaystyle {\ce {->}}} {\displaystyle {\ce {Ca(NO_3)_2}}}{\displaystyle {\ce {(aq)}}} {\displaystyle {\ce {+}}} {\displaystyle {\ce {2}}} {\displaystyle {\ce {AgCl}}}{\displaystyle {\ce {(s)}}}
可以写成如下形式的总离子方程式：
{\displaystyle {\ce {Ca^2+ + 2Cl- + 2Ag+ + 2NO3- -> Ca^2+ + 2NO3- + 2AgCl}}}
而其净离子方程则为：
{\displaystyle {\ce {2Cl- + 2Ag+ -> 2AgCl}}}
亦可刪去係數變為：
{\displaystyle {\ce {Cl- + Ag+ -> AgCl}}}
或加上物質狀態符號:
{\displaystyle {\ce {Cl- (aq) + Ag+ (aq)-> AgCl (s)}}}

## 參看
- 化学方程式
- 溶解性